# José María Torre
José María Torre Hutt (Cidade do México, 4 de novembro de 1977) é um ator mexicano, de ascendência alemã, além de ator se destaca como e desenhador de modas, é irmão das atrizes Fátima Torre e Andrea Torre.

## Biografia
José María Torre começou sua carreira aos cinco anos fazendo comerciais na televisão. Sua carreira como ator, se iniciou aos 12 anos na Televisa, quando ele obteve um pequeno papel  na primeira fase da telenovela Yo compro esa mujer no ano de 1990 desempenhando o papel de Alejandro quando criança, que foi também de Eduardo Yáñez.
Mais tarde, naquele mesmo ano ele também participou da telenovela  Amor de nadie, uma história protagonizada por Lucía Méndez. Três anos depois em 1993, ele fez o papel do irmão da atriz Lucero em Los parientes pobres. Em 1994 ele conseguiu um papel na telenovela Agujetas de color de rosa, telenovela que foi estrelada por Angélica María. José María cantou duas músicas para a trilha sonora da telenovela: "Siempre estarás en mí" em dueto com a atriz e cantora Irán Castillo, e "Cruce de sonrisas". Desde então, ele atuou em fez mais de dez novelas da rede Televisa.
A carreira de José María Torre teve um destaque maior, a partir do ano 2000, quando atuou na popular telenovela juvenil Primer amor... a mil por hora, contracenando com os atores Anahí, Valentino Lanus, Kuno Becker e Ana Layevska. Outra telenovela importante foi La Intrusa em 2001 tendo papel de destaque na trama como Aldo Junquera , compartilhou cenas com Gabriela Spanic, Arturo Peniche, Chantal Andere entre outros grandes atores da trama.
Sem dúvida foi na telenovela Salomé de 2002, onde ele deu vida a José Armando Lavalle, na história foi um dos filhos da atriz Edith González, esse foi outro personagem de destaque que José María teve em sua carreira, nesta produção atuou com Guy Ecker, Rafael Amaya e Ernesto D'Alessio.
Sua última atuação foi na telenovela Duelo de pasiones em 2006, onde interpretou Angel Valtierra, irmão do protagonista Pablo Montero, essa telenovela também foi protagonizada pela atriz Ludwika Paleta.
Além de sua carreira exerceu função como design de moda. Ele lançou sua linha de roupas em 27 de outubro de 2005, perante a imprensa, na companhia de sua namorada naquele ano, a atriz uruguaia Bárbara Mori. José Maria e Barbara começaram a namorar depois que rompeu sua relação com a cantora mexicana Paulina Rubio.

## Filmografia

### Telenovelas
- Corona de lágrimas 2 (2022-2023) - Edmundo Chavero Hernández
- Médicos (2019-2020) - Roberto Morelli Carvajal
- Por amar sin ley  (2018-2019) - Roberto Morelli Carvajal
- Guerra de ídolos (2017) - Isaac César Solar
- Señora Acero (2016) - Larry "El Cheneque"
- Dueños del Paraiso (2015) - Adán Romero
- Corona de lágrimas (2012-2013) - Edmundo Chavero Hernández
- Duelo de pasiones (2006) - Angel Valtierra
- Apuesta por un amor (2004-2005) - Luis Pedraza
- Salomé (2002) - José Armando Lavalle
- La Intrusa (2001) - Aldo Junquera
- Primer amor... a mil por hora (2000-2001) - Bruno Baldomero
- Carita de ángel (2000-2001) - Leonel
- Mujeres engañadas (1999-2000) - Ricardo
- Vivo por Elena (1998) - Julio
- Mi pequeña traviesa (1997-1998) - Toño
- Luz Clarita (1996-1997) - Israel
- Bendita mentira (1996) - Benny
- Marisol (1996) - Daniel Linares
- Agujetas de color de rosa (1994-1995) - Daniel Armendáres
- Los parientes pobres (1993) - Luisito Santos
- Amor de nadie (1990-1991) - Richi
- Yo compro esa mujer (1990) - Alejandro Aldama (criança)

### Programas
- ¿Qué nos pasa? (1998)
- Mujer, casos de la vida eal (1997-2003) - 4 episódios

### Filmes
- Seres: Genesis (2008) - Bernardo
- Reevolución (2007) - Miguel
- Daniel y Ana (2009) - Rafa